# Flogging Molly
Flogging Molly je sedemčlanska irsko-ameriška keltsko-punkovska glasbena skupina, ki nastopa pod okriljem založbe Borstal Beat Records.

## Zgodovina
Skupina je začela nastajati že leta 1993, ko so pevec Dave King, kitarist Ted Hutt, basist Jeff Peters, bobnar Paul Crowder in violinistka Bridget Regan začeli preigravati rock glasbo s keltskimi prvinami, v katero so dodajali tradicionalne irske napeve. Skupina takrat še ni imela imena, vsak teden pa so igrali v losangeleškem pubu Molly Malone's. Kasneje je King povedal, da je skupina dobila del imena po pubu, v zahvalo dolgoletni podpori. Drugi del imena, flogging (bičanje) pa so skupini dodali, ker naj bi pub vsak teden bičali s svojo glasno glasbo.

## Glasbeni slog
Na glasbeni slog skupine so vplivali predvsem The Dubliners, The Pogues, Horslips, Johnny Cash, The Clash in Green Day. Album Within a Mile of Home so tudi posvetili spominu na Johnyja Casha in frontmana skupine The Clash, Joeja Strummerja.

## Zasedba

### Trenutna zasedba
- Dave King – vokal, akustična kitara, bodhrán
- Bridget Regan – violina, piščal, spremljevalni vokal
- Dennis Casey – kitara, spremljevalni vokal
- Matt Hensley – harmonika, koncertina
- Nathen Maxwell – bas kitara, spremljevalni vokal
- Spencer Swain – mandolina, bendžo, kitara, spremljevalni vokal
- Mike Alonso – bobni, tolkala

### Nekdanji člani
- Toby McCallum – mandolina
- Ted Hutt - kitara
- Jeff Peters - bas
- Paul Crowder - bobni
- Gary Sullivan - bobni
- George Schwindt - bobni
- Bob Schmidt - mandolina/bendžo

## Diskografija

### Studijski albumi
- Swagger (2000)
- Drunken Lullabies (2002)
- Within a Mile of Home (2004)
- Float (2008)
- Speed of Darkness (2011)
- Life Is Good (2017)